# Persone di nome Vera
| Questa pagina contiene informazioni ricavate automaticamente dalle voci biografiche con l'ausilio del template Bio e di un bot. L'aggiornamento è periodico e automatico e ricostruisce completamente la pagina. Se manca una persona in questa lista, sei pregato di non aggiungerla, ma accertati piuttosto che la sua voce biografica contenga il template Bio e che i dati anagrafici siano correttamente compilati. Se il template Bio manca, inseriscilo tu stesso o, in alternativa, metti l'avviso {{tmp\|Bio}} che ne segnala la mancanza. Se i dati riportati sono sbagliati, correggi direttamente la voce biografica; le modifiche saranno visibili in questa lista entro pochi giorni. Per chiarimenti vedi il progetto antroponimi. La lista contiene solo le 145 persone che sono citate nell'enciclopedia e per le quali è stato implementato correttamente il template Bio. Pagina aggiornata al 22 lug 2025. |

Questa è una lista di persone presenti nell'enciclopedia che hanno il nome Vera, suddivise per attività principale.

## Agenti segreti(1)
- Vera Atkins, agente segreto britannico (Galați, n. 1908 - Hastings, † 2000)

## Allenatrici di calcio(1)
- Vera Pauw, allenatrice di calcio e ex calciatrice olandese (Amsterdam, n. 1963)

## Assassine seriali(1)
- Vera Renczi, serial killer rumena (Bucarest, n. 1903 - Zrenjanin, † 1960)

## Astronome(2)
- Vera Fëdorovna Gaze, astronoma sovietica (San Pietroburgo, n. 1899 - Leningrado, † 1954)
- Vera Rubin, astronoma statunitense (Filadelfia, n. 1928 - Princeton, † 2016)

## Attiviste(1)
- Vera Vigevani Jarach, attivista, scrittrice e giornalista italiana (Milano, n. 1928)

## Attrici(31)
- Vera Valentinovna Alentova, attrice sovietica (Kotlas, n. 1942)
- Vera Vsevolodovna Baranovskaja, attrice russa (San Pietroburgo, n. 1885 - Parigi, † 1935)
- Vera Bergman, attrice tedesca (Berlino, n. 1920 - Victoria, † 1971)
- Vera Carmi, attrice italiana (Torino, n. 1914 - Roma, † 1969)
- Vera Castagna, attrice italiana (Milano, n. 1962)
- Vera Vasil'evna Cholodnaja, attrice ucraina (Poltava, n. 1893 - Odessa, † 1919)
- Véra Clouzot, attrice e sceneggiatrice brasiliana (Rio de Janeiro, n. 1913 - Parigi, † 1960)
- Vera Day, attrice britannica (Forest Gate, n. 1935)
- Vera Drudi, attrice italiana (Bellaria-Igea Marina, n. 1897 - Bologna, † 1995)
- Vera Farmiga, attrice, produttrice televisiva e regista statunitense (Clifton, n. 1973)
- Vera Filatova, attrice ucraina (Donetsk, n. 1982)
- Vera Fischer, attrice brasiliana (Blumenau, n. 1951)
- Vera Fogwill, attrice, regista cinematografica e sceneggiatrice argentina (Buenos Aires, n. 1972)
- Vera Gemma, attrice e personaggio televisivo italiana (Roma, n. 1970)
- Vera Glagoleva, attrice e regista russa (Mosca, n. 1956 - Baden-Baden, † 2017)
- Vera Holme, attrice e attivista britannica (Birkdale, n. 1881 - Glasgow, † 1969)
- Vera Lewis, attrice statunitense (New York, n. 1873 - Woodland Hills, † 1956)
- Vera Miles, attrice statunitense (Boise City, n. 1929)
- Vera Molnar, attrice tedesca (Francoforte sul Meno, n. 1923 - Roma, † 1986)
- Vera Nandi, attrice e cantante italiana (Napoli, n. 1924 - Napoli, † 1998)
- Vera Orlova, attrice russa (n. 1894 - Mosca, † 1977)
- Vera Pašennaja, attrice russa (Mosca, n. 1887 - Mosca, † 1962)
- Vera Pescarolo, attrice, sceneggiatrice e produttrice cinematografica italiana (Milano, n. 1930 - Roma, † 2024)
- Vera Mareckaja, attrice sovietica (Mosca, n. 1906 - Mosca, † 1978)
- Vera Ralston, attrice cecoslovacca (Praga, n. 1919 - Santa Barbara, † 2003)
- Vera Reynolds, attrice statunitense (Richmond, n. 1899 - Hollywood, † 1962)
- Vera Rol, attrice e soubrette italiana (Condove, n. 1920 - Roma, † 1973)
- Vera Sisson, attrice statunitense (Salt Lake City, n. 1891 - Carmel-by-the-Sea, † 1954)
- Vera Tschechowa, attrice e produttrice cinematografica tedesca (Berlino, n. 1940 - Berlino, † 2024)
- Vera Vasil'eva, attrice sovietica (Mosca, n. 1925 - Mosca, † 2023)
- Vera Vergani, attrice italiana (Milano, n. 1895 - Procida, † 1989)

## Attrici teatrali(1)
- Vera Fëdorovna Komissarževskaja, attrice teatrale russa (San Pietroburgo, n. 1864 - Tashkent, † 1910)

## Cantanti(3)
- MzVee, cantante ghanese (Accra, n. 1992)
- Vera Lynn, cantante britannica (Londra, n. 1917 - Ditchling, † 2020)
- Vera Rózsa, cantante ungherese (Budapest, n. 1917 - Londra, † 2010)

## Cestiste(6)
- Vera Bagoly, ex cestista ungherese (Budapest, n. 1972)
- Vera Charitonova, cestista e allenatrice di pallacanestro sovietica (Mosca, n. 1923 - † 2003)
- Vera Đurašković, ex cestista jugoslava (n. 1949)
- Vera Rjabuškina, cestista sovietica (Mosca, n. 1917 - Mosca, † 1996)
- Vera Šnjukova, ex cestista russa (Sverdlovsk, n. 1979)
- Vera Vincke, ex cestista belga (Temse, n. 1954)

## Chimiche(1)
- Vera Evstaf'evna Popova, chimica russa (San Pietroburgo, n. 1867 - Izhevskii Zavod, † 1896)

## Costumiste(1)
- Vera Marzot, costumista italiana (Milano, n. 1931 - Roma, † 2012)

## Danzatrici(7)
- Vera Colombo, ballerina italiana (Milano, n. 1931 - Milano, † 1999)
- Vera Fokina, ballerina russa (n. 1886 - New York, † 1958)
- Vera Karalli, ballerina russa (Mosca, n. 1889 - Baden, † 1972)
- Vera Nemčinova, ballerina russa (Mosca, n. 1899 - New York, † 1984)
- Vera Aleksandrovna Trefilova, danzatrice russa (Vladikavkaz, n. 1875 - Parigi, † 1943)
- Vera Volkova, ballerina e insegnante russa (Tomsk, n. 1905 - Copenaghen, † 1975)
- Vera Zorina, ballerina e attrice tedesca (Berlino, n. 1917 - Santa Fe, † 2003)

## Economiste(1)
- Vera Cao Pinna, economista italiana (Siliqua, n. 1909 - Roma, † 1986)

## Educatrici(1)
- Vera Schmidt, educatrice russa (Starokostjantyniv, n. 1889 - Mosca, † 1937)

## Fisiche(1)
- Vera Kistiakowsky, fisica e attivista statunitense (Princeton, n. 1928 - Providence, † 2021)

## Fotografe(1)
- Vera Isler-Leiner, fotografa svizzera (Berlino, n. 1931 - Basilea, † 2015)

## Fumettiste(1)
- Vera Brosgol, fumettista russa (Mosca, n. 1984)

## Giavellottiste(1)
- Vera Rebrik, giavellottista ucraina (Jalta, n. 1989)

## Ginnaste(4)
- Vera Birjukova, ginnasta russa (Omsk, n. 1998)
- Vera Kolesnikova, ex ginnasta sovietica (Perlevka, n. 1968)
- Vera Sesina, ex ginnasta russa (Ekaterinburg, n. 1986)
- Vera van Pol, ginnasta olandese (Weert, n. 1993)

## Illustratrici(1)
- Vera Bock, illustratrice russa (San Pietroburgo, n. 1905 - New York, † 1973)

## Linguiste(1)
- Vera Gheno, linguista, saggista e attivista italiana (Gyöngyös, n. 1975)

## Lunghiste(1)
- Vera Krepkina, lunghista e velocista sovietica (Kotel'nič, n. 1933 - Kiev, † 2023)

## Marciatrici(1)
- Vera Sokolova, marciatrice russa (Solianoy, n. 1987)

## Matematiche(1)
- Vera Sós, matematica ungherese (Budapest, n. 1930 - † 2023)

## Medici(1)
- Vera Kaščeeva, medico sovietico (Petrovka, n. 1922 - Apšeronsk, † 1975)

## Mezzofondiste(1)
- Vera Nikolić, mezzofondista jugoslava (Grabovica, n. 1948 - Belgrado, † 2021)

## Militari(1)
- Vera Luk'janovna Belik, militare sovietica (Ohrimovka, n. 1921 - Ostrołęka, † 1944)

## Modelle(1)
- Vera Krasova, modella russa (Mosca, n. 1987)

## Mountain biker(1)
- Vera Carrara, mountain biker, ex ciclista su strada e pistard italiana (Alzano Lombardo, n. 1980)

## Nobildonne(3)
- Vera Fëdorovna Gagarina, nobildonna russa (Iași, n. 1790 - Baden-Baden, † 1886)
- Vera Petrovna Protasova, nobildonna russa (n. 1780 - † 1814)
- Vera Nikolaevna Zavadovskaja, nobildonna russa (San Pietroburgo, n. 1768 - Narva, † 1845)

## Nobili(3)
- Vera Konstantinovna Romanova, nobile russa (San Pietroburgo, n. 1854 - Stoccarda, † 1912)
- Vera Konstantinovna Romanova, nobile russa (Pavlovsk, n. 1906 - Nyack, † 2001)
- Vera von Falkenhausen, nobile, bizantinista e filologa tedesca (Essen, n. 1938)

## Numismatiche(1)
- Vera Hatz, numismatica tedesca (Amburgo, n. 1923 - Eutin, † 2010)

## Nuotatrici(1)
- Vera Lischka, ex nuotatrice austriaca (Linz, n. 1977)

## Operaie(1)
- Vera Markovna Karelina, operaia e rivoluzionaria russa (San Pietroburgo, n. 1870 - Leningrado, † 1931)

## Ostacoliste(2)
- Vera Barbosa, ostacolista e velocista capoverdiana (Vila Franca de Xira, n. 1989)
- Vera Komisova, ex ostacolista e velocista sovietica (Leningrado, n. 1953)

## Pallavoliste(3)
- Vera Klimovič, pallavolista bielorussa (Minsk, n. 1988)
- Vera Mossa, ex pallavolista brasiliana (Casa Branca, n. 1964)
- Vera Uljakina, pallavolista russa (Nižnij Novgorod, n. 1986)

## Partigiane(3)
- Vera Apollonovna Obolenskaja, partigiana russa (Mosca, n. 1911 - Berlino, † 1944)
- Vera Vassalle, partigiana italiana (Viareggio, n. 1920 - Cavi di Lavagna, † 1985)
- Vera Vološina, partigiana sovietica (Kemerovo, n. 1919 - Golovkovo, † 1941)

## Pattinatrici di velocità su ghiaccio(1)
- Vera Krasnova, ex pattinatrice di velocità su ghiaccio sovietica (Omsk, n. 1950)

## Pentatlete(1)
- Vera Feščenko, pentatleta russa (n. 1984)

## Pianiste(2)
- Vera Franceschi, pianista statunitense (San Francisco, n. 1926 - New York, † 1966)
- Vera Gobbi Belcredi, pianista italiana (Roma, n. 1903 - Roma, † 1999)

## Pittrici(3)
- Vera Ermolaeva, pittrice, grafica e illustratrice russa (Ključi, n. 1893 - Karaganda, † 1937)
- Vera Gutkina, pittrice, poetessa e scrittrice russa (Mosca, n. 1953 - Gerusalemme, † 2022)
- Vera Scardino, pittrice italiana (Forlì, n. 1916 - Modena, † 2006)

## Poetesse(1)
- Vera Inber, poetessa, giornalista e scrittrice sovietica (Odessa, n. 1890 - Mosca, † 1972)

## Poeti(1)
- Vera Lucia de Oliveira, poeta, saggista e docente brasiliana (Brasile, n. 1958)

## Politiche(5)
- Vera Buchanan, politica statunitense (Wilson, n. 1902 - McKeesport, † 1955)
- Vera Baboun, politica e diplomatica palestinese (Betlemme, n. 1964)
- Vera Katz, politica statunitense (Düsseldorf, n. 1933 - Portland, † 2017)
- Vera Lombardi, politica italiana (Napoli, n. 1904 - Napoli, † 1995)
- Vera Squarcialupi, politica italiana (Pola, n. 1928 - Milano, † 2021)

## Psicologhe(1)
- Vera Slepoj, psicologa e scrittrice italiana (Portogruaro, n. 1954 - Padova, † 2024)

## Registe(2)
- Vera Storoževa, regista sovietica (Troick, n. 1958)
- Vera Pavlovna Stroeva, regista cinematografica sovietica (Kiev, n. 1903 - Mosca, † 1991)

## Rivoluzionarie(4)
- Vera Nikolaevna Figner, rivoluzionaria russa (Christoforovka, n. 1852 - Mosca, † 1942)
- Vera Spiridonovna Ljubatovič, rivoluzionaria russa (Mosca, n. 1855 - Mosca, † 1908)
- Vera Sluckaja, rivoluzionaria russa (Minsk, n. 1874 - Carskoe Selo, † 1917)
- Vera Zasulič, rivoluzionaria russa (Michajlovka, n. 1849 - Pietrogrado, † 1919)

## Sante(1)
- Vera la Taciturna, santa russa († 1861)

## Scacchiste(1)
- Vera Menchik, scacchista ceca (Mosca, n. 1906 - Londra, † 1944)

## Schermitrici(2)
- Vera Mantovani, ex schermitrice italiana
- Györgyné Rozgonyi, schermitrice ungherese (n. 1906 - † 1993)

## Sciatrici alpine(2)
- Vera Schenone, ex sciatrice alpina italiana (Torino, n. 1940)
- Vera Tschurtschenthaler, ex sciatrice alpina italiana (Dobbiaco, n. 1997)

## Scrittrici(9)
- Vera Barclay, scrittrice e educatrice inglese (Sussex, n. 1893 - Londra, † 1989)
- Vera Brittain, scrittrice, pacifista e giornalista britannica (Newcastle-under-Lyme, n. 1893 - Londra, † 1970)
- Vera Caspary, scrittrice, sceneggiatrice e commediografa statunitense (Chicago, n. 1899 - New York, † 1987)
- Ippolita Avalli, scrittrice italiana (Milano, n. 1949)
- Christiane F., scrittrice e musicista tedesca (Amburgo, n. 1962)
- Vera Chapman, scrittrice britannica (Bournemouth, n. 1898 - Croydon, † 1996)
- Vera Panova, scrittrice russa (Rostov sul Don, n. 1905 - Leningrado, † 1973)
- Vera Čaplina, scrittrice russa (Mosca, n. 1908 - Mosca, † 1994)
- Vera Petrovna Želichovskaja, scrittrice russa (Dnipro, n. 1835 - San Pietroburgo, † 1896)

## Scultrici(1)
- Vera Ignat'evna Muchina, scultrice e pittrice sovietica (Riga, n. 1889 - Mosca, † 1953)

## Slittiniste(1)
- Vera Zozulja, ex slittinista sovietica (Talsi, n. 1956)

## Soprani(2)
- Vera Amerighi Rutili, soprano italiano (Navacchio, n. 1896 - Pisa, † 1952)
- Vera Schwarz, soprano croato (Zagabria, n. 1889 - Vienna, † 1964)

## Stiliste(1)
- Vera Wang, stilista e ex pattinatrice artistica su ghiaccio statunitense (New York, n. 1949)

## Storiche(1)
- Vera Zamagni, storica italiana (Ponzone, n. 1943)

## Tenniste(3)
- Vera Duševina, ex tennista russa (Mosca, n. 1986)
- Vera Lapko, ex tennista bielorussa (Minsk, n. 1998)
- Vera Zvonarëva, tennista russa (Mosca, n. 1984)

## Traduttrici(2)
- Vera Pegna, traduttrice, attivista e scrittrice italiana (Alessandria d'Egitto, n. 1934)
- Vera Slonim, traduttrice russa (San Pietroburgo, n. 1902 - Vevey, † 1991)

## Tuffatrici(1)
- Vera Il'ina, ex tuffatrice russa (Mosca, n. 1974)

## Velociste(3)
- Vera Anisimova, ex velocista sovietica (Mosca, n. 1952)
- Vera Martelli, velocista italiana (Bologna, n. 1930 - Bologna, † 2017)
- Vera Popkova, velocista sovietica (Čeljabinsk, n. 1943 - Leopoli, † 2011)

## Senza attività specificata(1)
- Vera Gedrojc, medica russa (Slobodiše, n. 1870 - Kiev, † 1932)